# 徐興慶
徐 興慶（じょ こうけい、シュイ・シンチン、1956年（昭和31年） - ）は歴史学、比較思想史学者。専門は朱舜水研究、近世日中文化交流史、近代日中思想交流史。台湾大学教授・日本研究センター主任を経て、現在は中国文化大学校長を務める。台湾出身。

## 経歴
1983年台湾東呉大学東方語文学系卒業。九州大学大学院文学博士（国史学、1992）、論文の題は「近世日中文化交流史の研究―朱舜水を中心に」。関西大学文化交渉学論文博士（2012)。台湾・中国文化日本語文学科副教授/主任/日本研究所所長、天理大学国際文化学部客員教授、国立台湾大学日本語文学科教授/主任/日本語文研究所所長、関西大学アジア文化交流センター海外研究員、国際日本文化研究センター外国人研究員、京都大学人文科学研究所客員教授。

## 著書

### 単著
- 『近代日中思想交流史の研究』(京都：朋友出版、2004年)
- 『朱舜水與東亞文化傳播的世界』東亞文明研究叢書78（台北：台大出版センター、2008年）
- 『東アジアの覚醒――近代日中知識人の自他認識』(東京：研文出版、2014年)

### 編著
- 『新訂朱舜水集補遺』東亞文明研究資料叢刊2（台北：台大出版センター、2004年）
- 『東亞文化交流與經典詮釋』東亞文明研究叢書78（台北：台大出版センター、2008年）
- 『東亞知識人對近代性的思考』東亞文明研究叢書81（台北：台大出版センター、2009年）
- 『朱舜水與近世日本儒学的發展』東亞儒学研究叢書16、（台湾大学出版センター、2012年）
- 『近代東アジアのアポリア』日本学研究叢書8、（台北：台大出版センター、2014年）
- 『日本德川博物館藏品録I朱舜水文獻解釋』(上海：上海古籍出版、2013年)
- 『日本德川博物館藏品録Ⅱ徳川光圀文獻解釋』(上海：上海古籍出版、2014年)
- 『特集：「朱舜水と東アジア文明――水戸徳川家の儒学」／季刊日本思想史』第81号(東京：ペリカン社、2014年)

### 共編
- 『德川時代日本儒学史論集』東亞文明研究叢書15（台北：台大出版センター、2004年）
- 『現代日本政治事典』東亞文明研究資料叢刊6（台北：台大出版センター、2008年）
- 『江戸時代日本漢学研究諸面向：思想文化篇』東亞文明研究叢書82（台北： 台大出版センター、2009年）
- 『東亞文化交流：空間‧疆界‧遷移』儒学與東亞文明研究叢書（上海：華東    師範大学出版社、2011年）
- 『国際日本学研究の基層――台日相互理解の思索と実践に向けて』日本学研究叢書1（台北：台大出版センター、2013年）